# L'Arena (settimanale)
L'Arena fu un settimanale politico italiano.
Fondato a Cagliari nel 1885, visse tre anni e cessò le pubblicazioni nel 1888.
La rivista si occupava principalmente di politica locale: l'orientamento era dichiaratamente repubblicano. 
Fra i collaboratori c'erano Gino Lastrucci, Pietro Serpi, tuttavia gli articoli li firmavano con pseudonimi quali: L'asinaio, Condor, Pic, dr. Minuscolo, un manovale, Kappa, Minimo.
L'orientamento politico della rivista diventa esplicito nel 1886, quando in occasione della commemorazione del 20 settembre 1870, data della Presa di Roma, la rivista rievoca le gesta di Mazzini, Saffi e Garibaldi .